# José Vilarroig
José Vilarroig (Castellón de la Plana, 1727 - Valencia, 1767) fue un erudito religioso agustino. Su nombre se encuentra a veces como Josef.
Nacido en una modesta familia, profesó los votos en la orden de san Agustín en la ciudad de Valencia. Fue bibliotecario de su convento.
Estas son las obras que publicó:
- Índice de todos los libros que existen en la Biblioteca del Real convento de San Agustín de Valencia (1759);
- Gramática Siríaca;
- Septenario a la celestial y milagrosa Imagen de nuestra Señora de Gracia: Acompáñale un medio para oír Misa sin parecer larga (Valencia 1758);
- Memorias históricas de la prodigiosísima celestial Imagen de nuestra Señora de Gracia. Le acompaña un devoto septenario instructivo de la Doctrina Cristiana (Valencia 1760);
- Novena al Gran Doctor y Padre de la Iglesia San Agustín (Valencia 1763).

Murió en Valencia en 1767. De él se escribió: “En ninguna de las virtudes pareció mediano, y el coro de este convento, claustros, templo y capilla de Nuestra Señora de Gracia, a ser capaces de inteligencia, vocearían los éxtasis, arrobos, vigilias, maceraciones y seráficos gemidos, a la manera que aun en el día atestiguan la elevada perfección de su mansedumbre, humildad, pobreza de espíritu y obediencia, las muchas personas de todos los estados y clases que tuvieron la suerte de tratarle".